# Dionicio Cerón
Dionicio Cerón Pizarro (Toluca, 9 ottobre 1965) è un ex maratoneta messicano, argento mondiale nel 1995.

## Biografia
Detentore di un personale di 2:08:30, ha rappresentato la sua nazione alle Olimpiadi in tre occasioni: nel 1992 (rit.), nel 1996 (15º) e nel 2000.
Prima di passare alla maratona Cerón si è dedicato a corse su strada di distanza inferiore: diviene famoso nel 1988 con la vittoria nella San Blas Half Marathon a Porto Rico. Nel 1990 Cerón domina il circuito statunitense vincendo Elby's Big Boy (20 km), Cascade Run-off (15 km), Peachtree Road Race (10 km) e Philadelphia Distance Run Half Marathon, dove stabilisce il record della mezza maratona in 1:00:46. Il primato fu poi battuto da Moses Tanui nel 1993 alla Great North Run.
Cerón ha vinto tre volte la Maratona di Londra, nel 1994, 1995 e 1996. Altre vittorie importanti sono state le maratone di Ōita nel 1992, Rotterdam, Fukuoka e Città del Messico nel 1993.

## Altre competizioni internazionali
1990
- Oro alla Maratona di Città del Messico ( Città del Messico) - 2h14'47"
- Oro alla Peachtree Road Race ( Atlanta) - 28'23"

1991
- Argento alla Maratona di Rotterdam ( Rotterdam) - 2h10'02"

1992
- 4º alla Maratona di Fukuoka ( Fukuoka) - 2h10'52"

1993
- Oro alla Maratona di Fukuoka ( Fukuoka) - 2h08'51"
- Oro alla Maratona di Rotterdam ( Rotterdam) - 2h11'06"

1994
- Oro alla Maratona di Londra ( Londra) - 2h08'53"

1995
- Oro alla Maratona di Londra ( Londra) - 2h08'30"

1996
- Oro alla Maratona di Londra ( Londra) - 2h10'00"

1997
- Bronzo alla Maratona di Boston ( Boston) - 2h10'59"
- 8º alla Maratona di New York ( New York) - 2h13'01"
- 5º alla Mezza maratona di Lisbona ( Lisbona) - 1h02'19"